# فابیان اسپیس
فابیان اسپیس (انگلیسی: Fabian Spiess؛ زادهٔ ۲۲ فوریهٔ ۱۹۹۴) بازیکن فوتبال اهل آلمان است.
از باشگاه‌هایی که در آن بازی کرده‌است می‌توان به باشگاه فوتبال کوربی تاون، باشگاه فوتبال بریستول راورز، باشگاه فوتبال تورکی یونایتد، باشگاه فوتبال لوس، و باشگاه فوتبال نوتس کانتی اشاره کرد.